# メガネケワタガモ
メガネケワタガモ（Somateria fischeri）は、カモ目カモ科ケワタガモ属に分類される鳥類。

## 分布
アメリカ合衆国（アラスカ州）、ロシア東部
夏季にアラスカ州やシベリア北東部で繁殖し、冬季になるとベーリング海やアリューシャン列島へ南下し越冬する。

## 形態
全長55センチメートル。翼長オス25.5-26.7センチメートル、メス24-25センチメートル。翼開張90センチメートル。後肢の色彩は灰緑色。
オスの繁殖羽は眼の周囲が円形状に白い羽毛で被われ、円の外縁が黒く縁取られる。額や後頭の羽衣は淡緑色、頸部から背にかけての羽衣は白、胴体の羽衣は黒い。嘴の色彩は橙色や暗橙色。メスは全身の羽衣が褐色で、眼の周囲が円形状に淡褐色の羽毛で被われる。嘴の色彩は青灰色。

## 生態
海洋に生息する。
食性は動物食傾向の強い雑食で、主に軟体動物を食べる。繁殖期には昆虫、甲殻類、果実、種子なども食べる。
繁殖形態は卵生。水辺にあるツンドラの高所に巣を作り、4-6個（平均4個）の卵を産む。メスのみが抱卵し、抱卵期間は24日。

## 人間との関係
乱獲や地球温暖化などにより生息数が減少していると考えられている。1970年代における生息数は400,000羽、1990年代における生息数は40,000羽と推定されている。

## 画像

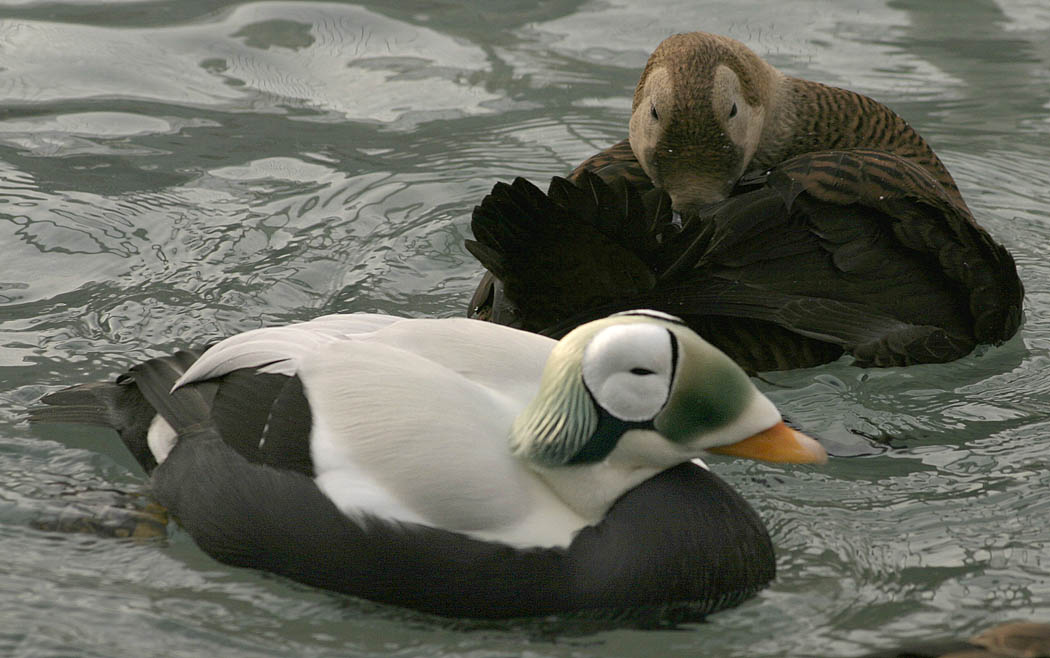
ペア
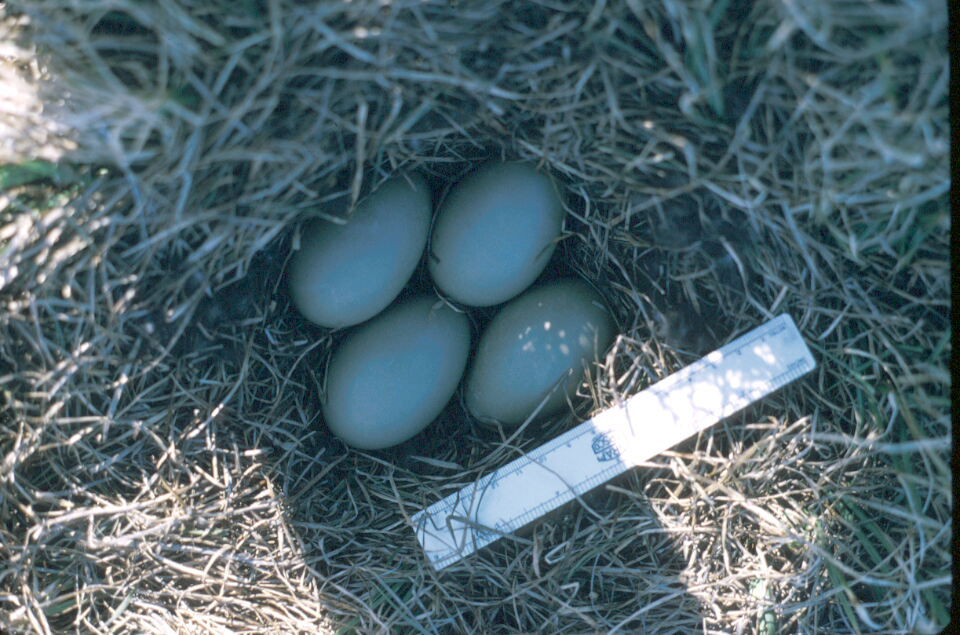
巣と卵
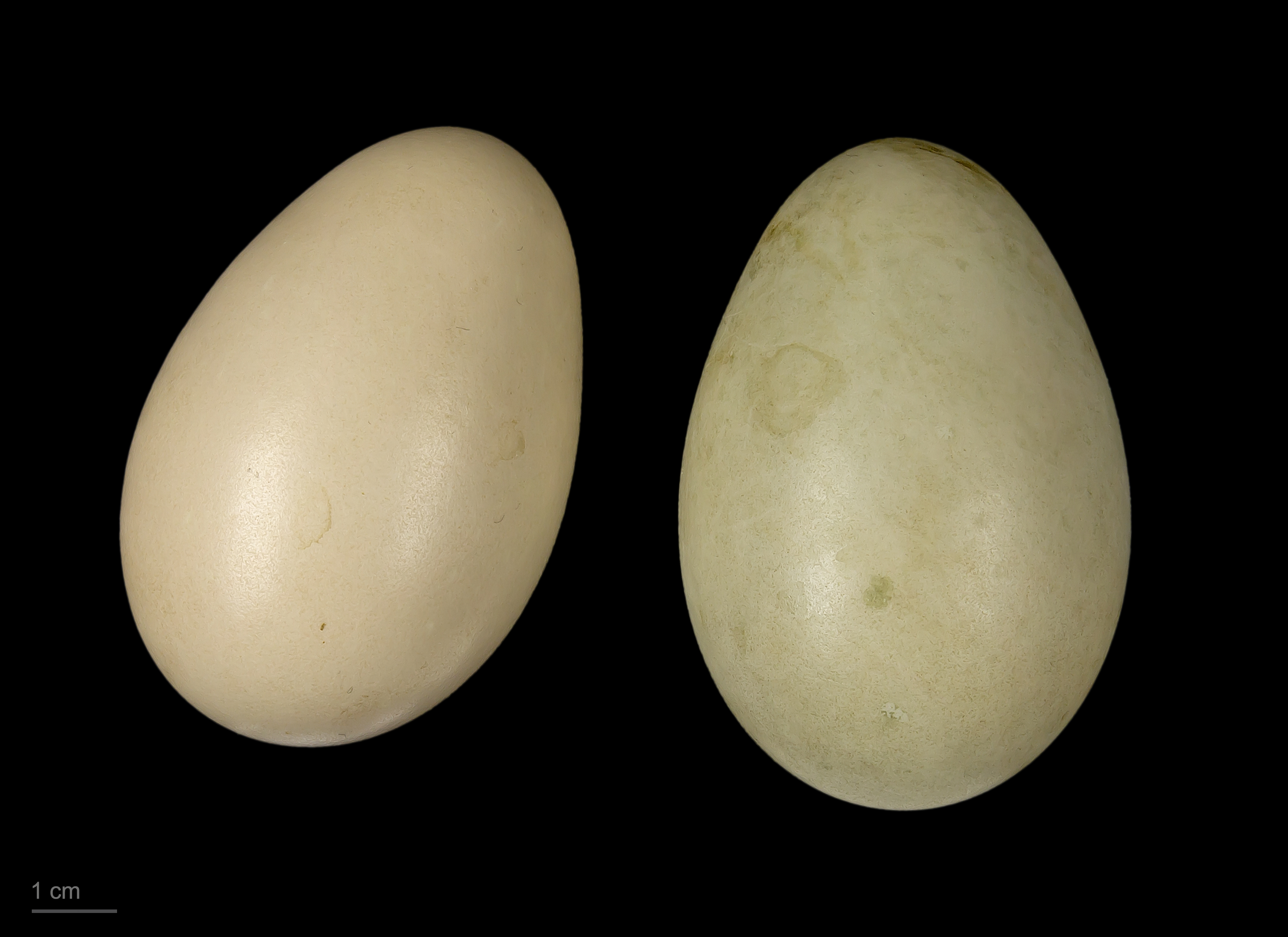
Museum specimen